# Tốc độ gió

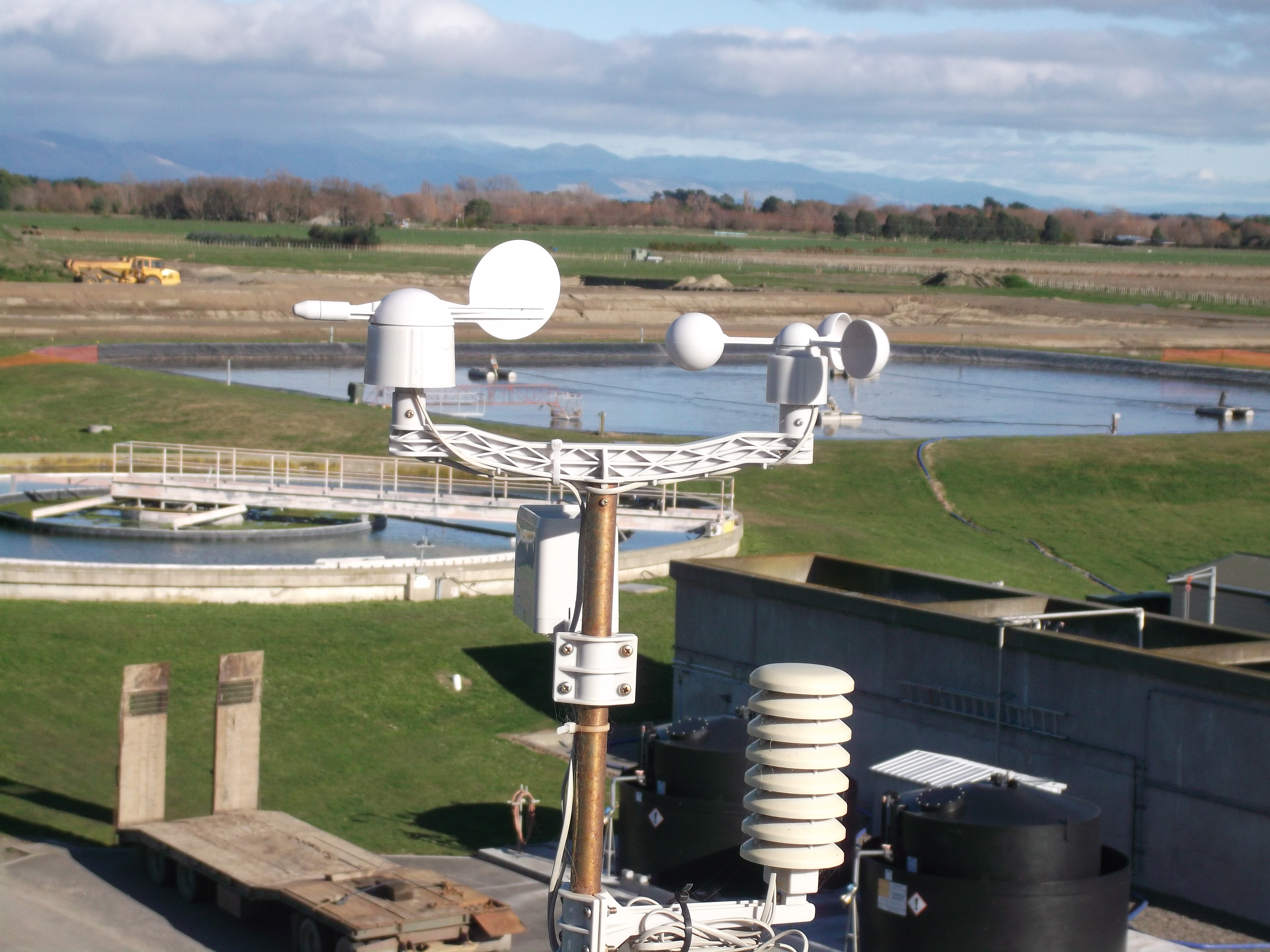
Máy đo gió thường được sử dụng để đo tốc độ gió.

Tốc độ gió, hay gió vận tốc dòng chảy, là một thành phần cơ bản trong khí quyển lượng do không khí di chuyển từ khu vực áp suất cao cao đến áp suất thấp, thường là do sự thay đổi về nhiệt độ. Lưu ý rằng hướng gió thường gần như song song với các đường đồng mức (và không vuông góc, như người ta có thể mong đợi), do sự tự quay của Trái Đất.
(Tốc độ gió ảnh hưởng đến dự báo thời tiết, hàng không và hoạt động hàng hải, dự án xây dựng, tốc độ tăng trưởng và trao đổi chất của nhiều loài thực vật và vô số tác động khác.
Tốc độ gió hiện nay thường được đo bằng máy đo gió, nhưng cũng có thể được phân loại bằng thang Beaufort cũ, dựa trên quan sát cá nhân về các hiệu ứng gió được xác định cụ thể.

## Các yếu tố ảnh hưởng đến tốc độ gió
Tốc độ gió bị ảnh hưởng bởi một số yếu tố và tình huống, hoạt động trên các quy mô khác nhau (từ quy mô vi mô đến vĩ mô). Chúng bao gồm độ dốc áp suất, sóng Rossby và luồng phản lực và điều kiện thời tiết địa phương. Ngoài ra còn có các liên kết được tìm thấy giữa tốc độ gió và hướng gió, đáng chú ý là độ dốc áp suất và điều kiện địa hình.
Độ dốc áp suất là một thuật ngữ để mô tả sự khác biệt về áp suất không khí giữa hai điểm trong khí quyển hoặc trên bề mặt Trái Đất. Điều quan trọng đối với tốc độ gió, bởi vì chênh lệch áp suất càng lớn, gió càng thổi nhanh (từ áp suất cao đến áp suất thấp) để cân bằng sự biến đổi. Độ dốc áp suất, khi kết hợp với hiệu ứng và ma sát Coriolis, cũng ảnh hưởng đến hướng gió.
Sóng Rossby là những cơn gió mạnh ở tầng đối lưu phía trên. Chúng hoạt động trên quy mô toàn cầu và di chuyển từ Tây sang Đông (do đó được gọi là Westerlies). Bản thân sóng Rossby là một tốc độ gió khác với những gì chúng ta thấy ở tầng đối lưu thấp hơn.
Điều kiện thời tiết địa phương đóng vai trò chính trong việc ảnh hưởng đến tốc độ gió, vì sự hình thành của bão, gió mùa và lốc xoáy vì điều kiện thời tiết kỳ dị có thể ảnh hưởng mạnh đến tốc độ dòng chảy của gió.

## Tốc độ cao nhất

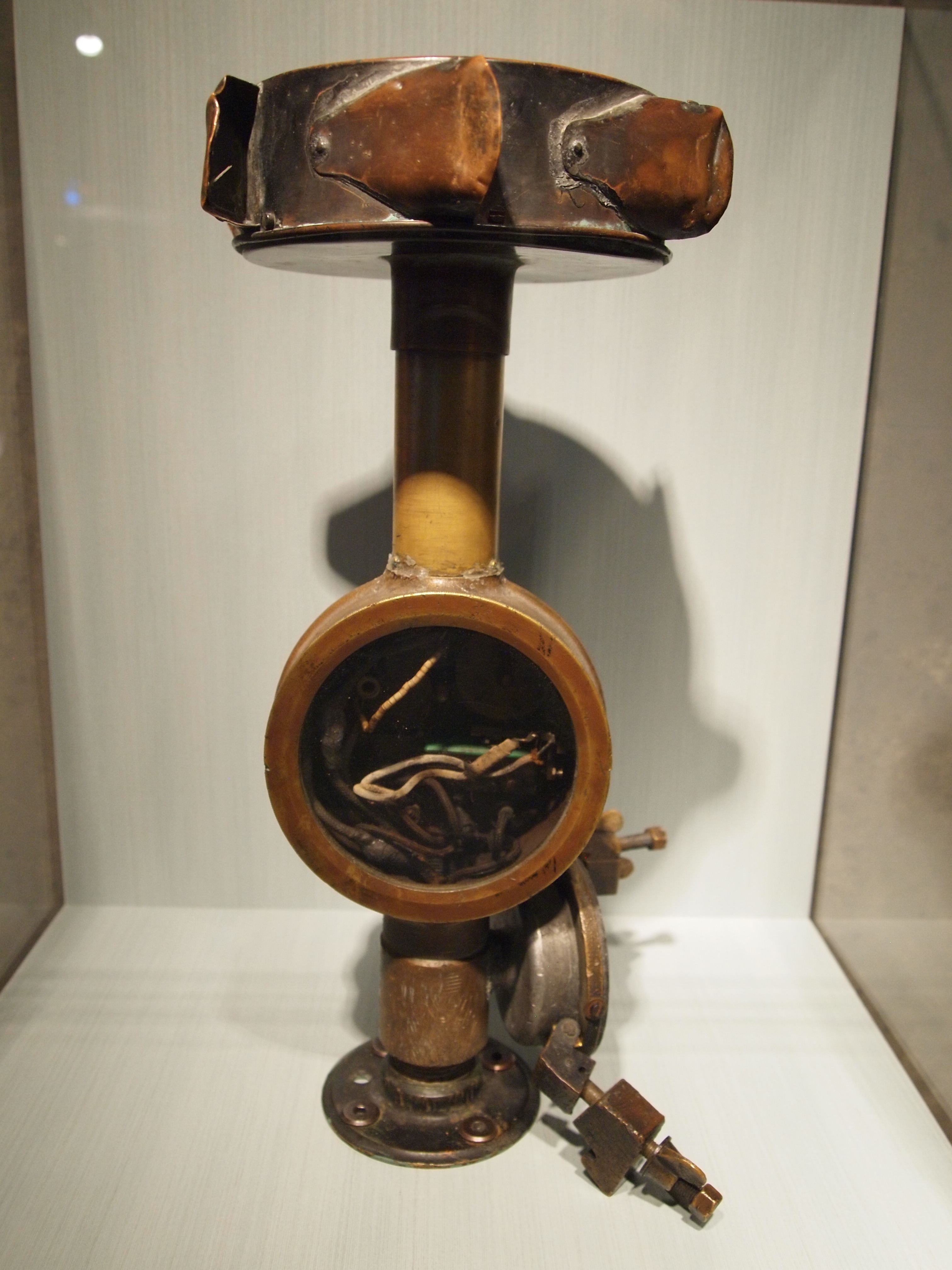
Máy đo gió gốc đo gió lớn năm 1934 tại Đài thiên văn Núi Washington

Tốc độ gió cao nhất không liên quan đến lốc xoáy từng được ghi nhận là trong cơn bão nhiệt đới Olivia vào ngày 10 tháng 4 năm 1996: một trạm thời tiết tự động trên đảo Barrow, Úc, đã đo được một cơn gió tối đa 408 km/h (220   kn; 253 mph; 113 m/s). Sức gió được đánh giá bởi Hội đồng Đánh giá WMO, người nhận thấy rằng máy đo gió sử dụng âm thanh cơ học và các cơn gió giật trong hệ xác suất thống kê và phê chuẩn phép đo này vào năm 2010. Máy đo gió được gắn ở độ cao 10m so với mặt đất (và do đó là 64m so với mực nước biển). Trong cơn bão, một số cơn gió cực mạnh lớn hơn 300 km/h (160 kn; 83 m/s) đã được ghi lại, với tốc độ trung bình tối đa 5 phút là 176 km/h (95 kn; 110 mph; 49 m/s), hệ số gió cực mạnh theo thứ tự lần lượt là 2,27 - 2,75 lần tốc độ gió trung bình. Mô hình và quy mô của các cơn gió cho thấy một mesovortex đã được lọt vào vùng mắt bão vốn đã rất mạnh của lốc xoáy.
Hiện tại, tốc độ gió bề mặt cao thứ hai từng được ghi nhận chính thức là 372 km/h (231 mph; 103 m/s) tại Đài thiên văn Núi Washington (New Hampshire) : 6,288 ft (1917m) trên mực nước biển ở Hoa Kỳ vào ngày 12 tháng 4 năm 1934, sử dụng máy đo gió nóng. Máy đo gió, được thiết kế đặc biệt để sử dụng trên núi Washington sau đó đã được Cục thời tiết quốc gia Hoa Kỳ kiểm tra và xác nhận là chính xác.
Tốc độ gió trong các hiện tượng khí quyển nhất định (như lốc xoáy) có thể vượt quá nhiều giá trị này nhưng chưa bao giờ được đo chính xác. Đo trực tiếp những cơn gió lốc này hiếm khi được thực hiện vì gió dữ dội sẽ phá hủy các thiết bị. Phương pháp ước tính tốc độ là sử dụng Doppler on Wheels để cảm nhận tốc độ gió từ xa, và, bằng phương pháp này, con số 486 km/h (302 mph; 135 m/s) trong cơn lốc xoáy Bridge 1999 ở Oklahoma vào ngày 3 tháng 5 năm 1999 thường được coi là tốc độ gió bề mặt được ghi nhận cao nhất, mặc dù con số khác là 512 kilômét trên giờ (318 mph)   cũng đã được đo từ cơn lốc xoáy tương tự. Một số khác được sử dụng bởi Trung tâm nghiên cứu thời tiết khắc nghiệt cho phép đo đó là 486 ± 32 km/h (302 ± 20 mph). Tuy nhiên, tốc độ được đo bằng radar Doppler không được coi là hồ sơ đo đạc chính thức.

## Đo lường

Máy đo gió hiện đại dùng để chụp tốc độ gió.

Máy đo gió là một trong những công cụ được sử dụng để đo tốc độ gió. Một thiết bị bao gồm một cột thẳng đứng và ba hoặc bốn cốc lõm, máy đo gió bắt được chuyển động ngang của các hạt không khí (tốc độ gió).
Một công cụ khác được sử dụng để đo vận tốc gió bao gồm GPS kết hợp với ống pitot. Một công cụ tốc độ dòng chảy chất lỏng, ống Pitot chủ yếu được sử dụng để xác định tốc độ không khí của máy bay.

## Kết cấu thiết kế

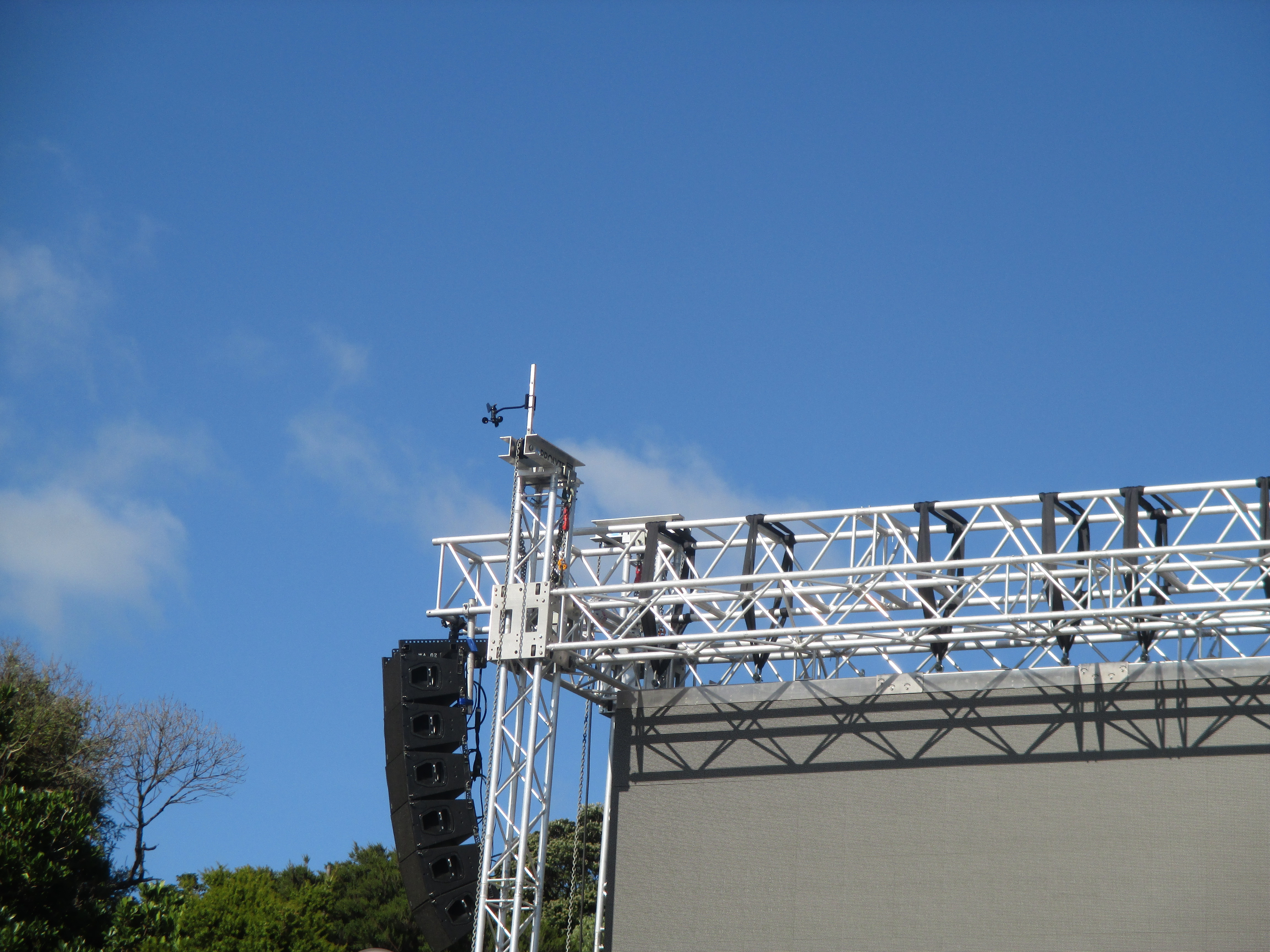
Máy đo gió trên một sân khấu ngoài trời, để đo tốc độ gió

Tốc độ gió là một yếu tố phổ biến trong thiết kế các công trình và tòa nhà trên khắp thế giới. Nó thường là yếu tố chi phối trong cường độ bền cần thiết của thiết kế cấu trúc.
Ở Hoa Kỳ, tốc độ gió được sử dụng trong thiết kế thường được gọi là "cơn gió 3 giây", cơn gió duy trì cao nhất trong khoảng thời gian 3 giây có xác suất vượt quá 1 trên 50 (ASCE 7-05). Tốc độ gió này được chấp nhận bởi hầu hết các mã xây dựng ở Hoa Kỳ và thường chi phối thiết kế của các tòa nhà và công trình.
Ở Canada, áp lực gió tham chiếu được sử dụng trong thiết kế và dựa trên tốc độ gió "trung bình hàng giờ" có xác suất vượt quá mỗi năm là 1 trên 50. Áp suất gió tham chiếu (q) được tính bằng Pascals theo phương trình sau: q = (1/2) pV² trong đó p là mật độ không khí tính bằng kg / m³ và V là tốc độ gió tính bằng m/s.
Trong lịch sử, tốc độ gió đã được báo cáo với nhiều thời gian trung bình (như dặm nhanh nhất, cơn gió 3 giây, 1 phút và trung bình hàng giờ) mà các nhà thiết kế có thể phải tính đến. Để chuyển đổi tốc độ gió từ thời gian trung bình này sang thời gian khác, Durst Curve được phát triển nhằm xác định mối quan hệ giữa tốc độ gió tối đa có thể đạt được trung bình trong t giây, V t và tốc độ gió trung bình trong một giờ V 3600.